# M.o.v.e
Pour les articles homonymes, voir Move.
m.o.v.e (aussi stylisé M.O.V.E ou move) est un groupe japonais de J-pop, actif entre 1997 et 2013. Durant son existence, le groupe joue aussi des genres musicaux comme l'Eurobeat, l'electro, le heavy metal ou encore la techno. Il se composait de Yuri (益田祐里, Yūri Masuda) au chant, Motsu (瀬川素公, Mototaka Segawa) au rap, et de t-kimura (木村貴志, Takashi Kimura) aux claviers, guitares, compositions, arrangements et production. Ce dernier quitte le groupe en 2009, qui continue en duo. Le groupe se sépare en 2013.

## Histoire
Le groupe est formé en 1997 par le producteur t-kimura en parallèle avec son groupe d'alors, Favorite Blue, et sort leur premier single, Rock it Down. Mais c'est avec leur single suivant, Around the world, utilisé dans l'anime Initial D, qu'ils acquirent leur notoriété. En 2005, le groupe change de nom en ajoutant des points (pour marquer l'abréviation) entre les lettres du mot anglais move. Le groupe est sous contrat avec Avex Tune. m.o.v.e est connu en Occident pour ses génériques de début et de fin de l'anime Initial D (avec Around the World, Rage Your Dream, Break in2 the Nite, Blazin' Beat, Gamble Rumble, Dogfight, Blast My Desire ou encore Noizy Tribe). Le groupe a également interprété le générique de début de l'anime Ikki Tousen avec la chanson Drivin' Through the Night, le générique de fin de l'anime Final Fantasy Unlimited avec Romancing Train, et la musique de fin du jeu vidéo Dynasty Warriors 2, édité par Koei, Can't Quit This!!!! ~ Knock' Em Out (SH Funk Mix).
Le 2 décembre 2008, t-kimura annonce sur le site web du groupe son souhait de se focaliser plus sur la production, et moins sur la performance. Il quitte le groupe en 2009, et m.o.v.e devient un duo. Le 10 avril 2009, durant une convention, le groupe informe qu'il ne fait plus partie du groupe. Le 5 mai 2009, Megabest, une compilation de leurs plus grands succès sort en Europe sur le label français Wasabi Records.
Le 7 décembre 2012, m.o.v.e indique officiellement à travers un message sur son site que le groupe va être dissous après sa dernière performance le 16 mars 2013. Le dernier album, Best Moves, initialement prévu pour le 19 décembre 2012, est rebaptisé Best Moves. ~ And Move Goes On~ et la date de sortie est repoussée à février 2013. Le concert 15 Anniversary Concert est renommé en m.o.v.e - The Last Show - Champagne Fight.
En 2014, Avex sort deux morceaux inédits : Outsoar The Rainbow and Days,. Outsoar the Rainbow, sorti en format numérique le 16 mai 2014 sur iTunes et autres sites web japonais, est utilisé pour le générique d'ouverture de Initial D Final Stage et de Initial D Arcade Stage 8 Infinity, et Days, sorti le 22 juin 2014, est utilisé pour le dernier épisode de Initial D: Final Stage. Les deux morceaux sont édités sur la compilation Initial D Final Best Collection.

## Discographie

### Albums

#### Albums originaux
- 1998 : Electrock (24 juin 1998) (41 940 ventes en première semaine[réf. nécessaire])
- 2000 : Worlds of the Mind (19 janvier 2000) (66 460 ventes en première semaine[réf. nécessaire])
- 2001 : Operation Overload 7 (15 février 2001) (81 970 ventes en première semaine[réf. nécessaire])
- 2002 : Synergy (27 février 2002) (51 480 ventes en première semaine[réf. nécessaire])
- 2003 : Decadance (10 septembre 2003) (11 364 ventes en première semaine[réf. nécessaire])
- 2004 : Deep Calm (28 janvier 2004) (14 248 ventes en première semaine[réf. nécessaire])
- 2005 : Boulder (26 janvier 2005) (15 097 ventes en première semaine[réf. nécessaire])
- 2006 : Grid (25 janvier 2006) (11 568 ventes en première semaine[réf. nécessaire])
- 2009 : Humanizer (21 janvier 2009)
- 2010 : Dream Again (3 mars 2010)
- 2011 : Overtakers Spirits (25 mai 2011)
- 2012: XII (7 mars 2012)

#### Autres albums
- 2009 : Anim.o.v.e (19 août 2009)
- 2010 : Anim.o.v.e 2 (25 août 2010)
- 2011 : Anim.o.v.e 3 (7 septembre 2011)

#### Albums remix
- 2000 : Remixers Play m.o.v.e. (23 mars 2000)
- 2000 : Super Eurobeat presents Euro Movement (29 novembre 2000)
- 2001 : Hyper Techno Mix Revolution I (30 mai 2001)
- 2001 : Hyper Techno Mix Revolution II (25 juillet 2001)
- 2001 : Hyper Techno Mix Revolution III (Trance vs. Hard Core Techno) (11 octobre 2001)
- 2002 : TropicanTrops (28 août 2002)
- 2004 : Fast Forward (Future Breakbeatnix) (26 mai 2004)

### Singles
- 1997 : Rock it Down (1er octobre 1997)
- 1998 : Around the World (7 janvier 1998)
- 1998 : Over Drive (18 mars 1998)
- 1998 : Rage Your Dream (13 mai 1998])
- 1998 : Break in2 the Nite (11 novembre 1998)
- 1999 : Platinum (30 juin 1999)
- 1999 : Blazin' Beat (27 octobre 1999)
- 2000 : Words of the Mind—brandnew Journey-- (19 janvier 2000)
- 2000 : Sweet Vibration (19 juillet 2000)
- 2001 : Gamble Rumble (11 janvier 2001)
- 2001 : Super Sonic Dance (13 juin 2001)
- 2001 : Fly Me So High (8 août 2001)
- 2001 : Come Together (19 décembre 2001)
- 2002 : Romancing Train (6 février 2002)
- 2002 : Future Breeze (26 juin 2002)
- 2002 : ¡ Wake Your Love ! (20 novembre 2002)
- 2003 : Burning Dance (And Other Japanimation Songs) (25 juin 2003)
- 2003 : Painless Pain (3 septembre 2003)
- 2004 : Blast My Desire (7 janvier 2004)
- 2004 : Dogfight (26 mai 2004)
- 2004 : Ghetto Blaster (4 août 2004)
- 2005 : How to See You Again/Noizy Tribe (13 janvier 2005)
- 2005 : Freaky Planet (28 septembre 2005)
- 2005 : Disco Time (26 octobre 2005)
- 2005 : Raimei ~out of kontrol~ [雷鳴 ~out of kontrol~] (23 novembre 2005)
- 2005 : Angel Eyes (14 décembre 2005)
- 2007 : Systematic Fantasy/Good Day Good Time (20 juin 2007)
- 2007 : SPEED MASTER m.o.v.e. feat. 8-Ball with 8-Ball (22 août 2007)
- 2007 : SPEED MASTER 8-Ball feat. m.o.v.e. with 8-Ball (22 août 2007)
- 2008 : Dive Into Stream (2 juillet 2008)

### Compilations
- 2002 : m.o.v.e. super tune -BEST SELECTIONS- (4 décembre 2002)
- 2004 : REWIND ~singles collection+~ (24 mars 2004)
- 2007 : m.o.v.e 10th Anniversary MEGA BEST (3 octobre 2007)
- 2012 : B-SIDE BEST (8 février 2012)
- 2012 : Anim.o.v.e BEST (22 février 2012)
- 2013 : Best moves.~and move goes on~ (27 février 2013)

### DVD audio
- 2004 : m.o.v.e. super tune -BEST SELECTIONS- (28 janvier 2004)

### DVD vidéo
- 2000 : Overdose Pop Star (1er novembre 2000)
- 2002 : Synergy Clips (13 mars 2002)
- 2002 : FUTURE BREEZE+various works (26 juin 2002)
- 2002 : ¡ Wake Your Love ! DVD (20 novembre 2002)
- 2003 : Painless Pain DVD (3 septembre 2003)
- 2004 : Blast My Desire (7 janvier 2004)
- 2004 : Dogfight (26 mai 2004)
- 2007 : m.o.v.e 10th Anniversary GIGA BEST (3 octobre 2007)

### VHS vidéo
- 1998 : Electrize (7 octobre 1998)
- 2000 : Electrizm (1er novembre 2000)